# Poecilopteris donnell-smithii
Poecilopteris donnell-smithii là một loài dương xỉ trong họ Dryopteridaceae. Loài này được Maxon mô tả khoa học đầu tiên năm 1909.
Danh pháp khoa học của loài này chưa được làm sáng tỏ. 